# Non-Uniform Memory Access
Non Uniform Memory Access, afgekort NUMA, betekent vrij vertaald dat in een computersysteem waar meer dan één microprocessor tegelijk actief is, elke microprocessor onafhankelijk toegang heeft tot het werkgeheugen (RAM) van de computer.
Bij computersystemen die gebruikmaken van SMP (Symmetric Multi-Processing) maken alle microprocessoren gebruik van dezelfde geheugenbus. Dit betekent dat de verwerkingscapaciteit van een SMP-computersysteem sterk kan teruglopen als er (te) veel microprocessoren in een computersysteem geplaatst worden. Op een bepaald moment zullen er zoveel gegevens over de gedeelde geheugenbus moeten worden getransporteerd dat deze vol loopt. Het bijplaatsen van extra microprocessoren heeft dan ook geen zin meer. SMP-systemen hebben over het algemeen dan ook maar acht tot twaalf microprocessoren.
NUMA-systemen beschikken over meerdere zogenaamde geheugenkanalen en hierdoor zal de toegang tot het werkgeheugen niet beperkt worden door de enkele geheugenbus zoals in SMP-systemen.
Een mogelijk alternatief voor NUMA is het opdelen van het werkgeheugen en elke microprocessor een vast stuk werkgeheugen geven. De IBM eServer pSeries met Power5-microprocessor kan op deze wijze werken.